# Pierre Alexis Ponson du Terrail
Pierre Alexis, Vizconde de Ponson du Terrail (8 de julio de 1829 - 20 de enero de 1871) fue un novelista francés. Fue un prolífico autor que produjo aproximadamente setenta y tres volúmenes en un espacio de unos veinte años. Se le recuerda hoy especialmente por la creación del personaje de Rocambole.

## Biografía
Nació el 8 de julio de 1829 en Montmaur, en los Alpes franceses.
Sus primeros trabajos literarios, encuadrados en el género gótico,le abrieron los mercados periodísticos de París, donde comenzó a publicar sus primeros libros de la serie «Rocambole» en el diario La Patrie en 1857. La importancia de esta serie en las letras francesas es destacada, pues representa la transición de la antigua novela gótica a una más moderna de aventuras heroicas. La palabra rocambolesco se hizo muy común en Francia para caracterizar las aventuras de ficción en las que el personaje principal se ve implicado en una cadena de acontecimientos de lo más dispar —algunas de riesgo, otras inverosímiles— para lograr sus objetivos.
La serie logró un gran éxito literario y económico, lo que permitió a Ponson du Terrail continuar escribiendo para la prensa de París durante muchos años.

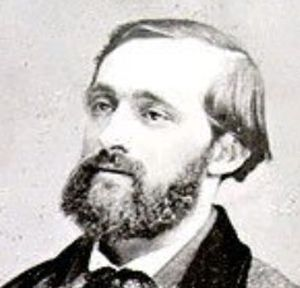
Pierre Alexis Ponson du Terrail

Durante la guerra franco-prusiana en 1870, que terminó con la derrota de Napoleón III, Ponson comenzó a vivir un episodio similar al de sus novelas de Rocambole: tras abandonar París se dirigió a las cercanías de Orleans para ponerse al frente de una guerra de resistencia a la ocupación alemana; finalmente, tuvo que huir a Burdeos acosado por las tropas de ocupación, que habían incendiado su castillo.
Murió en Burdeos en 1871, dejando incompleta su última obra. Fue enterrado en el cementerio de Montmartre de París.

## Serie Rocambole
- Los Dramas de París (Diario "La Patrie", 1857-1858)

La herencia misteriosa
Sor Luisa la hermana de la Caridad
El Club de los explotadores
Turquesa la pecadora
El Conde de Artoff
- Las Hazañas de Rocambole (Diario "La Patrie", 1858-1859)

Carmen la gitana
La Condesa de Artoff
La Muerte del Salvaje
La venganza de Bacará
- El Manuscrito del Dominó (Diario "La Patrie", 1860-1862)

Los Caballeros del Claro de Luna
La vuelta del Presidiario
El testamento del grano de sal
Daniela
- La Resurrección de Rocambole (Diario "Le Petit Journal", 1865-1866)

El Presidio de Tolón
La Cárcel de Mujeres
La pasada maldita
La casa de locos
¡Redención!
- La Última palabra de Rocambole (Diario "La Petite Presse", 1866-1867)

La taberna de la sangre
Los estranguladores
Historia de un crimen
Los millones de la gitana
La hermosa jardinera
Un drama en la India
Los tesoros del Rajah
- Las Miserias de Londres (Diario "La Petite Presse", 1867-1868)

La maestra de párvulos
El niño perdido
La jaula de los pájaros
El cementerio de los ajusticiados
La Señorita Elena
- Las demoliciones de París (Diario "La Petite Presse", 1869)

Los amores de Limosino
La Prisión de Rocambole
- La cuerda del ahorcado (Diario "La Petite Presse, 1870)

El loco de Bedlan
El hombre gris

## Otras obras
- Las tragedias del matrimonio
- Los dramas sangrientos
- La juventud de Enrique IV
- La reina de las barricadas
- El regicida
- Aventuras de Enrique IV
- El herrero del convento
- Los amores de Aurora
- La justicia de los gitanos
- Las máscaras rojas
- Clara de Azay
- La viuda de Sologne